# Купецький Григорій
Григорій Купецький (псевдо: «Джура», «Борис Семенович Марков») ( ? с. Туринка, Жовківський район, Львівська область — † ? Торонто, Канада) — активний діяч ОУН, учасник нападу на пошту в місті Городку 30 листопада 1932. Очільник Української Далекосхідної Січі в Маньчжурії. 

## Життєпис
Активний член ОУН, належав до вишкільної групи Михайла Колодзінського.

### Напад на пошту в Городку

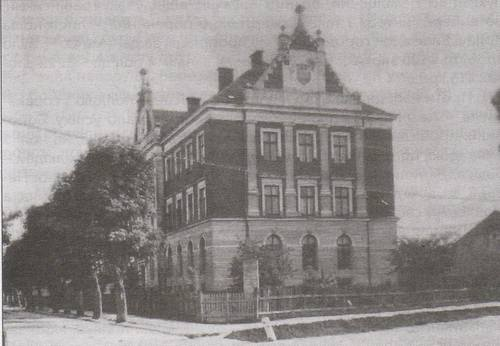
Пошта в Городку

30 листопада 1932 Григорій Купецький взяв участь у нападі боївки ОУН на польську пошту в місті Городку. 
26 листопада у Львові відбулась нарада за участю крайового провідника ОУН Богдана Кордюка, а також Романа Шухевича і Миколи Лебедя. Під час наради для участі у нападі було обрано 12 бойовиків ОУН із різних місцевостей:  Юрій Березинський — керівник групи, а також Дмитро Данилишин, Василь Білас, Маріян Жураківський, Петро Максимців, Степан Долинський, Степан Куспісь, Степан Мащак, Володимир Старик, Григорій Файда, Степан Цап та Григорій Купецький.
У середу 30 листопада бойовики рівно о 16:55 із двох різних боків вулиці наблизилися до будинку пошти та увійшли до неї, надягнувши на обличчя маски. Нападники розбилися на чотири групи: одні увійшли до приміщення пошти, другі мали на меті суто касу, третя група блокувала телефонні апарати, четверта залишилася в коридорі для прикриття.
Але напад склався невдало. Несподіванкою для бойовиків стало те, що всі поштові службовці, колишні вояки легіону Пілсудського, всупереч інструкціям мали при собі револьвери. Щойно бойовики зайшли до залу і запропонували всім підняти руки догори, на них посипалися постріли, а двері каси замкнулися. За іншими даними, першим стріляти почав саме Юрій Березинський, який контролював п’ять працівників пошти. Не витрачаючи часу, Дмитро Данилишин вистрілив кілька разів у двері каси, вибив вікно, через яке видавалися гроші, а Василь Білас через це вікно проник до каси і забрав гроші. Після цього Василь Білас та Дмитро Данилишин негайно вибігли з будинку, давши умовлений знак бойовикам, що слід відступати.
Але й тут усе склалося не так, як очікувалося. Коли бойовики вибігали з пошти, в них стали стріляти з будинків, розташованих біля поштового будинку. Тому довелося відбиватися й на вулиці. 
Під час акції загинули Юрій Березинський та Володимир Старик. Маріян Жураківський, а також бойовики Степан Куспісь, Дмитро Данилишин, Степан Мащак та Григорій Купецький отримали поранення в руки та ноги.

### У вишкільних таборах хорватськихУсташівв Італії
Втік за кордон від польської поліції. У 1934 році проходив вишкільні курси у таборах хорватських націоналістів «Усташів» в Італії. Разом з ним, під керівництвом Михайла Колодзінського, вишкіл проходили Михайло Гнатів, Григорій Файда, Левко Крисько, Роман Куцак та інші.   

### У Маньчжурії

Корабель "Каторі Мару", на якому дісталися до Японії Григорій Купецький, Григорій Файда та Михайло Гнатів

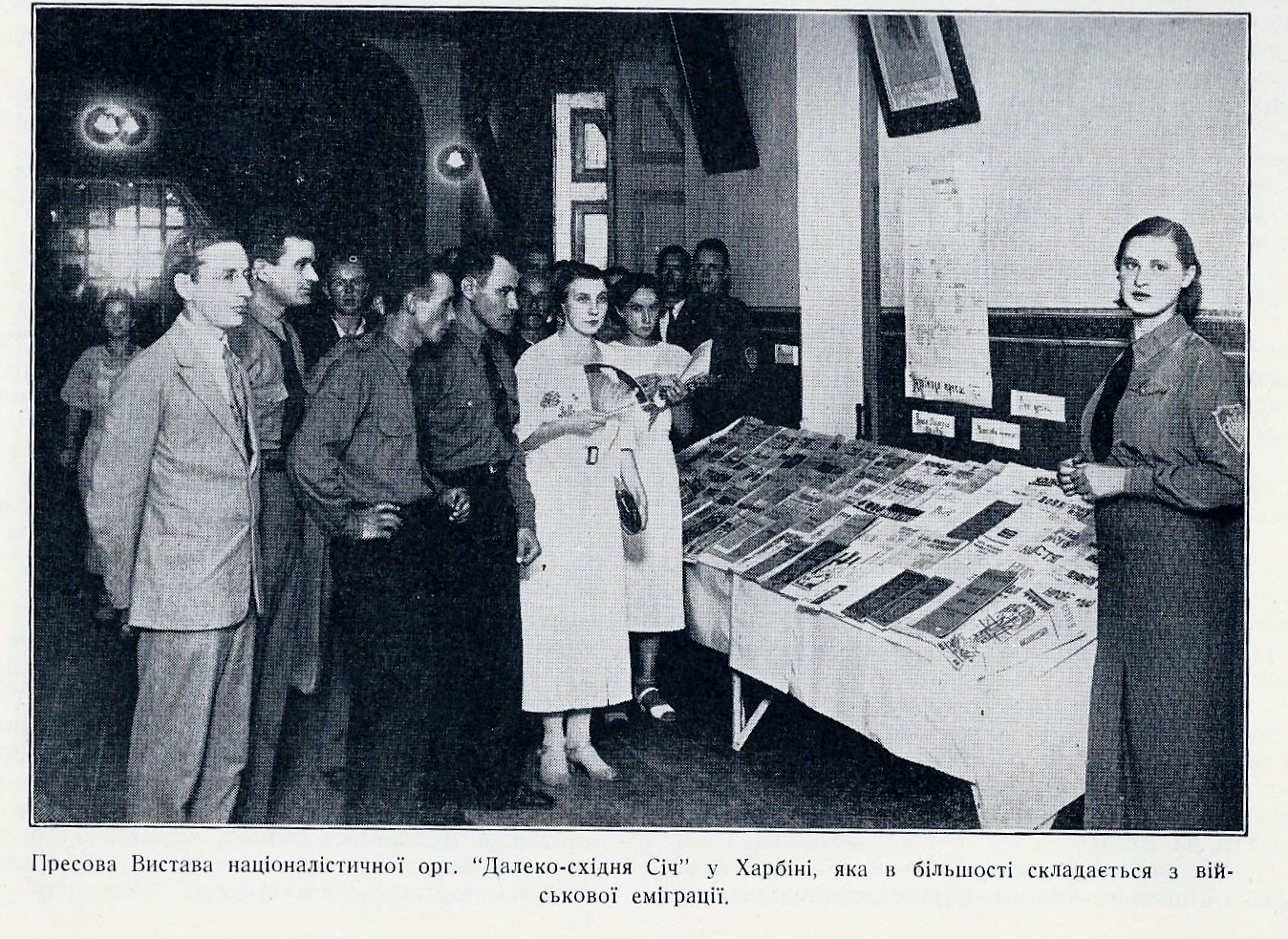
Пресова вистава націоналістичної організації "Далекосхідна Січ" м. Харбін.

За дорученням ОУН відбув до Маньчжурії у 1937. Очолював групу у складі ще 2 оунівців : Махайла Гнатіва та Григорія Файди. Основне завдання — налагодити співпрацю з командуванням японської армії задля спільної боротьби проти СРСР, у розвалі якого Японія була зацікавлена. Відпливли з Неаполя на кораблі «Каторі Мару» курсом на Йокогаму. Подорож тривала близько шести тижнів — через Суецький канал та Індійський океан. У порту Йокогама їх зустрів генерал Угая.
27 листопада 1937 року Григорій Купецький разом з товаришами прибув до столиці Маньчжурії міста Сінкйо, а звідти — до Харбіна. Там вдалось налагодити зв’язки з місцевими українцями та групою українських націоналістів, що діяла в Харбіні під керівництвом Романа Корди (Федоріва). Долучився до праці Української національної колонії, що складалася з українців, депортованих на Далекий Схід іще за часів царату й утікачів із СРСР. 
З 1937 по грудень 1939 Купецький був керівником молодіжної націоналістичної організації "Українська Далекосхідня Січ". 
У вересні 1939 японський майор Ямаока вимагав від українців припинити антиросійську агітацію й підпорядкуватися росіянам. Купецький це рішуче відкинув, за що і був заарештований. 
1941 року Григорій Купецький написав прохання до Генштабу японської армії в Токіо поновити співпрацю. Восени співпраця відновилася, японці оплатили приміщення для українського штабу. Тут працювали ще Григорій Файда та Хмельовський (Борис Куркчі). На друкарській машинці випускали перший на Далекому Сході націоналістичний журнал «Сурма». Вийшло чотири номери-місячники. 
З весни 1944 по серпень 1945 працює секретарем Української Національної Колонії. У 1945 нав'язав організаційний контакт із ОУНР. Після захоплення радянською армією Маньчжурії перебрався до Шанхаю.

### На еміграції в Канаді
У 4 січня 1948 відплив із Шанхаю на американському кораблі "Генерал Мейгс" до Сан-Франциско, щоб надалі перебратись до Канади.
Проживав у Торонто, співзасновник видавництва „Гомін України", організатор українського життя, сеньйор Пласту, а відтак СУМу. У лютому 1957 завершив свої спогади про життя в Маньчжурії "Там, де сонце сходить".
Батько чотирьох дітей – двох синів і двох дочок.

## В культурі
У художньому фільмі "Незламні" (2019 р.) Григорія Купецького зіграв Віктор Дикий. [Архівовано 25 травня 2019 у Wayback Machine.]